# Цивета великоплямиста
Цивета великоплямиста (лат. Viverra civettina) — вид ссавців родини Віверових (Viverridae). Мешкає в південно-західній Індії.

## Опис

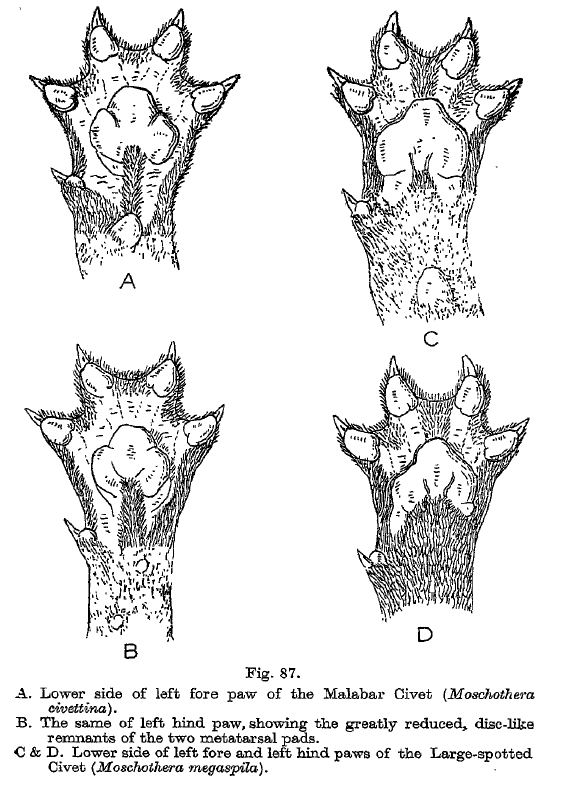
Порівняння підошв цивети великоплямистої (A, B) і Viverra megaspila (C, D)

Середніх розмірів, з довжиною голови й тіла 76–85 см, довжиною хвоста 30–40 см і вагою 6,6–8,0 кг.
Шерсть довга і щільна. Тварина зверху від сірого до жовто-коричневого кольору з чорними плямами на боках і стегнах. У нижній частині тіла колір жовтувато-сірий. Еректильний гребінь довгого чорнуватого волосся проходить уздовж хребта від шиї до кінчика хвоста. Хвіст чорний з білими смугами. Нижня частина ніг чорного кольору. Підошви ніг голі. Кігті третього і четвертого пальців передніх кінцівок, позбавлені захисної оболонки шкіри.

## Середовище проживання
Колись населяв низовинні ліси, низинні болота, прибережні ліси й прибережні рівнини Західних Гатів, але тепер, здається обмежується заростями в плантаціях кеш'ю і високого ступеня деградованими заплавними лісами в північній частині штату Керала, так як природні ліси повністю зникли на території всієї ділянки прибережних Західних Гатів. У 2006—2007 роках у індійських штатах Керала та Карнатака був проведений спеціальний пошук цього виду, але з більше ніж тисячі потраплянь тварин в кадр, що зафіксувала камера нічної зйомки, на жодному кадрі Viverra civettina не було.

## Поведінка
Веде нічний і ймовірно потайний спосіб життя. Ймовірно, живе поодиноко.

## Загрози та охорона
Основною загрозою для цього виду є втрата і деградація лісового середовища проживання. Плантації кеш'ю, які можуть містити більшість популяцій цього виду що вижили, знаходяться під загрозою великомасштабної вирубки для посадки каучукових дерев. Вид не зустрічається на охоронних територіях.